# Vincent Margera
Vincent Roy Margera (Chester, Pensilvania; 3 de julio de 1956-West Chester, Pensilvania; 15 de noviembre de 2015) comúnmente conocido como Don Vito, fue una personalidad de televisión estadounidense. Fue conocido por sus apariciones en Viva la Bam, Jackass, Haggard y CKY junto a su sobrino Bam y su hermano Phil.

## Biografía
Margera nació en Chester, Pensilvania, y se crio en el municipio de Concord, hijo de Darlene y Phillip Margera. A principios de los años 1990, Margera alcanzó un éxito temprano con breves apariciones en The Ron and Ron Show, en la emisora 95YNF de Tampa, Florida. En un episodio de Viva la Bam, Darlene también menciona que Margera había entrado en coma por exceso de alcohol y comida como parte de un concurso del programa de radio. Era soltero y vivía en una casa que anteriormente era propiedad de su hermano Phil en West Chester, donde se había mudado a principios de la década de 2000.

## Carrera
Vincent Margera se hizo conocido después de aparecer como actor habitual en la serie de televisión MTV Viva la Bam, donde comúnmente se lo conocía como «Don Vito», un apodo que le dio su sobrino Bam. El apodo hacía referencia a su habla casi ininteligible que recordaba al personaje Don Vito Corleone de la película El padrino, además de rendir homenaje a la herencia italiana de la familia Margera. Anteriormente había aparecido en sketches y vídeos con su familia, la mayoría de los cuales fueron lanzados como parte de la serie CKY y algunos luego aparecieron en Jackass.
Como resultado de su arresto en 2006, las acrobacias que involucraban a Don Vito fueron eliminadas del lanzamiento en cines y DVD de Jackass Number Two, pero varias de ellas se mostraron brevemente en avances previos antes de su arresto. Debido a las acusaciones, fue considerado persona non grata dentro del elenco por un tiempo.
A principios de 2007, Margera apareció en el vídeo musical de la canción «Put It Down» del rapero Redman, en el que interpreta a un oficial de policía junto a Donnell Rawlings. El 20 de marzo de 2007 se estrenó la película protagonizada por Vito y Ryan Dunn, al estilo de Viva la Bam, directamente en DVD, titulada Dunn and Vito's Rock Tour.

## Problemas legales
El 18 de agosto de 2006, Margera fue arrestado en un centro comercial en Lakewood, Colorado, bajo sospecha de haber acosado sexualmente a dos niñas de 12 años. Fue puesto en libertad tras pagar una fianza de 50 000 dólares.
Durante una audiencia preliminar celebrada el 1 de febrero de 2007, Margera estuvo representado por Pamela Mackey, la misma abogada que defendió a Kobe Bryant en su caso de agresión sexual entre 2003 y 2005. Hubo una audiencia de lectura de cargos el 5 de marzo de 2007, en el que Margera se declaró inocente.
El juicio comenzó el 22 de octubre en Golden, Colorado. El abogado de Margera argumentó que su cliente había estado representando su personaje televisivo «tonto, escandaloso y vulgar» para las niñas, retratándolo como un «torpe benigno», y argumentando que el característico movimiento del brazo de Margera podría haber sido confundido con caricias en los senos.
El jurado comenzó a deliberar en la tarde del 30 de octubre, regresando al día siguiente. Margera fue declarado culpable de dos cargos de agresión sexual a un menor y absuelto de un cargo.
En diciembre de 2007, Margera fue sentenciado a 10 años de libertad condicional, que cumpliría en Pensilvania. Además, se le ordenó no representar el personaje de «Don Vito» en ninguna capacidad (apareciendo en televisión, escribiendo libros o firmando autógrafos) mientras cumplía su condena. También se le ordenó registrarse como delincuente sexual en Colorado y Pensilvania, para recibir una evaluación de su salud mental y trabajar en sus problemas con el alcohol.

## Problemas de salud y fallecimiento
Durante la mayor parte de su vida, Margera padeció la obesidad. También tenía estrabismo, lo que lo dejó parcialmente ciego de un ojo, además de sufrir alcoholismo. Según su sobrino Bam, también sufrió de depresión después de su condena.
En octubre de 2015, Margera se desplomó en su casa de West Chester, Pensilvania y fue trasladado de urgencia al hospital, donde permaneció en coma durante cinco días. Según su familia, se estaba muriendo por insuficiencia orgánica masiva debido a su obesidad y alcoholismo. A pesar de las mejoras iniciales en las semanas previas, falleció el 15 de noviembre de 2015 por insuficiencia renal y hepática a los 59 años.

## Filmografía

### Cine
| Año  | Título                       | Papel    | Notas                              |
| ---- | ---------------------------- | -------- | ---------------------------------- |
| 2000 | CKY2K                        | Él mismo | Directamente para video            |
| 2002 | CKY4: The Latest & Greatest  | Él mismo | Directamente para video            |
| 2003 | Haggard: The Movie           | Don Vito |                                    |
| 2005 | The Reality of Bob Burnquist | Él mismo | Documental directamente para video |
| 2005 | The Dudesons Movie           | Él mismo | Participación especial             |
| 2006 | Jackass Number Two           | Él mismo | Escenas eliminadas                 |
| 2007 | Jackass 2.5                  | Él mismo | Escenas eliminadas                 |
| 2008 | Dunn & Vito's Rock Tour      | Él mismo | Directamente para video            |
| 2009 | Minghags                     | Varios   |                                    |

### Televisión
| Año        | Título                      | Papel    | Notas                                    |
| ---------- | --------------------------- | -------- | ---------------------------------------- |
| 2001       | Jackass                     | Él mismo | Episodios 2.3 Cameo                      |
| 2003- 2006 | Viva la Bam                 | Él mismo | 43 episodios                             |
| 2005       | Totally Busted              | Él mismo | 2 episodios                              |
| 2005       | Stankervision               | Él mismo | Episodio 1.4                             |
| 2005       | 2005 MTV Video Music Awards | Él mismo | Aparición especial                       |
| 2006       | The Dudesons                | Él mismo | Episodio 1.7 Aparición especial          |
| 2007       | Bam's Unholy Union          | Él mismo | Episodio 1.9 No acreditado               |
| 2014       | CKY: The Greatest Hits      | Él mismo | Imagen de archivo Especial de televisión |
| 2017       | Epicly Later'd: Bam Margera | Él mismo | Imagen de archivo                        |

### Videos musicales
| Año  | Artista | Canción             | Papel              | Notas |
| ---- | ------- | ------------------- | ------------------ | ----- |
| 2004 | Clutch  | «The Mob Goes Wild» | Él mismo           |       |
| 2007 | Redman  | «Put It Down»       | Oficial de policía |       |